# 青岛中山公园二号房
36°03′45.2″N 120°20′38″E / 36.062556°N 120.34389°E
中山公园二号房位于中国山东省青岛市市南区文登路28号青岛中山公园内（曾用门牌号公园路1号），建于德占时期（1898-1914），自建成起至今始终为园林管理机构用房，现为中山公园管理处，为青岛市历史优秀建筑。

## 历史
青岛德占时期，胶澳总督府设立高等山林局（德語：Oberförsterei），并开辟植物试验场（今中山公园），作为植物培育试种基地。如今被称为“二号房”的建筑最初即为胶澳高等山林局用房，其具体建造年代不详，有说法称该楼最初为农林实验室。1914年日军占领青岛后，设立林务所，接管原高等山林局的工作。林务所办公地点即设于该楼。1922年12月北洋政府接收青岛主权时，林学家凌道扬参与接收，并任胶澳商埠督办公署林务局局长。1923年3月，林务局与农事试验场合并为胶澳农林事务所，凌道扬任所长，直至1925年。1929年青岛设市后改名青岛市农林事务所，农林事务所办公处始终设于该楼内。1949年后青岛市政府改设其他部门管理园林事务。该楼此后改为中山公园管理处至今。2006年5月20日，该建筑列入第二批青岛市历史优秀建筑。

## 建筑特色
中山公园二号房高二层，附设地下室与阁楼，砖木石结构。花岗岩砌墙基，外墙为黄色粉墙，有白色条状装饰，南立面一、二层设有拱券式敞廊。屋顶为大出檐红瓦斜坡屋顶，敷设牛舌瓦，开有老虎窗。正门设于北立面，门前建有台阶，楼内设木制楼梯。建筑整体风格简洁大方，无过多装饰。

## 图集
- 胶澳农林事务所，1920年代
- 青岛市农林事务所，1930年代
- 中山公园二号房北侧及正门，2014年10月